# 蛇足 (ゲーム)
『蛇足』（だそく）はWaffleから2020年12月25日に発売されたアダルトゲームである。

## 内容
本作は5人の少年少女たちに降りかかる様々な死を描いたアダルトゲームであり、CYCLETから発売された『駄作』の流れをくんでいる。
本作では「Ex Profile」というシステムがあり、ゲームを進めるにつれてキャラクターのプロフィールが変化していく。
また、本作では猟奇的な表現を苦手とするプレイヤーに配慮するため、通常、モザイク、ブラックアウトの3段階でこのような表現を調整する機能が設けられている。

## あらすじ
主人公は、友人の星空ミルキ、アニマ=アズラリエスVI世、咎とともに、無人島・幽土島（かすどじま）でバカンスを楽しむ。
夕食を準備していたふと思い立って主人公は自由行動中の仲間の様子を見に行き、何者かの影を目にする。
夕食時、咎が自分たち以外の他の人物に会っていないかと尋ねたことがきっかけで、菜々ヶ木戮耶という前科者が話題に上がる。
その夜、皆で展望台に上って星空を楽しむ中、ミルキだけは泣いていた。
気が付くと、一行は展望台の中にあるホールにいた。
処刑塔というもう一つの顔を持つこの展望台の出口はふさがれており、壁にはルールの書かれたパネルが貼られていた。

## 登場人物
主人公
本作の主人公。年齢は20代くらい。素行や口の悪さから不良だと思われているが、面倒見の良いところがある。
星空ミルキ
声：佑理衣明日葉
明るく心優しい性格から、皆に好かれている。一方で、その言動ゆえに主人公からは若干疎まれている。
アニマ=アズラリエスVI世
声：外深牡丹
死神を自称する小柄な少女。中二病で、アニメやゲームなどに没頭している。また、常に使い魔のドラコリアスを連れているが、周囲からは自然に受け入れられている。
咎（とがめ）
声：向日葵そよ
とても気弱な性格で、よく謝る。アニマになつかれているが、咎自身はその理由を理解できていない。
鈴木 萌（すずき もえ）
声：南海蓮乃
裕福な生活をしており、世間知らずである。日本人離れした容姿だが、本人は日本人であると主張している。
男性嫌いである。
菜々ヶ木戮耶（なながき りくや）
前科者。ミルキが幼い時に逮捕された。アニマからは「魔のモノ」と呼ばれている。

## 開発
本作は『駄作』で企画デビューを果たしたシナリオライターの桜庭丸男が、引き続き本作の企画とシナリオを手掛けている。
本作は2015年にランバ・アミューズに提出した企画がもとになっているが、同社の都合によりお蔵入りとなっていた。この時点で、シナリオの半分は出来上がっており、本作の体験版にあたる冒頭の場面も当時執筆されたものである。桜庭は、『蛇足』として製品化する際、このシナリオをあえて書き直さなかったと2020年のツイートの中で述べており、その理由として「[前略]良くも悪くも当時の桜庭にしか書けない勢いを尊重したくて、あえて書き直しませんでした。[後略]」と説明している。
Waffleでの製品化にあたり、『駄作』のキャラクターや設定等を使用する許諾を株式会社ランバ・アミューズから得ている。
桜庭丸男は、登場人物たちが本作の舞台である幽土島に来た理由は彼らの関係性に直結するとBugBugとのインタビューの中で述べている。
また、ゲーム開始時点で主人公らのコミュニティが完成しているのは、前作『駄作』のセルフオマージュであるとしている。
キャラクターデザイナーを務めたさくやついたちは、はWaffleから『駄作』の流れをくむ新作のオファーをもらった際、うれしかった反面、「普通でない」という『駄作』の魅力を表現できるか不安であり、高いハードルが多いことも予想していたとBugBugとのインタビューの中で振り返っている。実際、残虐シーンは表現の方法によって印象が左右されやすいため試行錯誤が繰り返されており、良い場面を追求するあまり、さくやは実際の死体の写真集を購入することもあった。さくやは様々な方法でヒロインが惨殺される場面を描いているうちに心がすり減るのを感じたと前述のインタビューの中で振り返っている。
一方で、狂気じみた非日常を際立たせるために、平和な日常のシーンの描写にも注力した。また、ゲームとしての面白さの表現に当たっては桜庭らスタッフとの間で意見が交わされた。
ヒロインのうち、ミルキは清楚の中に色気を持たせるという方針のもとでデザインされた一方、正統派のヒロインゆえにデザインに苦労したとさくやは振り返っている。同時にミルキは重々しい過去を持っており、桜庭は言動の端々にその要素をにじませるのには苦労したと前述のインタビューの中で振り返っている。桜庭は「このような時にミルキはどのような行動をとるのか」ということを考えながら慎重に執筆したと話している。
桜庭は同じく苦労したキャラクターとして咎を挙げており、その理由として「単に内気で臆病なだけなら簡単だが、咎はそれに加えて自分の考えを口にしやすいタイプであり、コミュニケーションが苦手なゆえに不適切なタイミングで発言して自滅するタイプである」と説明している。複数人の会話の場面では咎が黙りがちになってしまうことから、なるべく会話に参加させるようにした。咎の身体は華奢ながらも柔らかな感じに描かれた一方、表情は気弱ながらも病的な雰囲気をもったデザインとなった。
アニマは使い魔のドラゴリアスが普通に会話していることを含めて異質な存在として描かれており、他の登場人物が彼女と普通に接している点については単に細かいことにこだわっていないだけだろう桜庭は話している。また、桜庭はアニマのかわいらしいデザインと声優の演技により、アニマとドラゴラスのやり取りが本作における癒しとなったと振り返っている。
アニマのデザインは様々な方向性を模索した末に、奇抜な身なりをした細身の少女として描かれた。
萌は自堕落なエロさを追求しながらも、さくやの好きな和洋折衷という要素が取り入れられた。
また、萌ルートは彼女の過去が描かれると同時に、Hシーンに重きが置かれた。

### 広報
本作のティザーはWaffleの販促動画「わっふるちゃんねる」の第一回配信分にて取り上げられ、第3回では体験版のプレイレビューが前後編に分けられる形で公開された。

## 反響

### 人気投票
月間げっちゅ投票「このゲームはプレイしとけ！」2020年12月発売タイトル5位を獲得した。